# يان ستيوارت (لاعب كريكت)
يان ستيوارت (13 أكتوبر 1964 ببورت إليزابيث في جنوب أفريقيا - ) (بالإنجليزية: Ian Stuart)‏ هو لاعب كريكت جنوب أفريقي. لعب مع Dorset County Cricket Club ‏.